# آلن مورتون
آلن مورتون (انگلیسی: Alan Morton؛ زادهٔ ۶ مارس ۱۹۴۲) بازیکن فوتبال اهل بریتانیا است.
از باشگاه‌هایی که در آن بازی کرده‌است می‌توان به باشگاه فوتبال آرسنال، باشگاه فوتبال چسترفیلد، باشگاه فوتبال لینکولن سیتی، باشگاه فوتبال پیتربورو یونایتد، و باشگاه فوتبال ویسبچ اشاره کرد.